# Kinne härad
Kinne härad var ett härad i norra Västergötland vars område numera utgör en del av Mariestads kommun och Götene kommun. Häradets areal var 371,47 kvadratkilometer varav 368,81 land.  Tingsställe var från 1682 Enebacken i Holmestads socken till 1905 då Lidköping tog över.

## Geografi
Häradet var beläget vid sjön Vänerns södra strand mellan städerna Mariestad och Lidköping i trakterna kring Kinnekulle. Trakten har gjorts känd genom Jan Guillous böcker om tempelriddaren Arn. Forshems kyrka i Forshems socken nämns här särskilt. 

## Socknar
I Götene kommun
- Medelplana
- Västerplana
- Österplana
- Kestad
- Kinne-Kleva
- Sil
- Götene
- Holmestad
- Vättlösa
- Ledsjö
- Forshem
- Fullösa
- Kinne-Vedum

I Mariestads kommun
- Lugnås
- Bredsäter

## Län, fögderier, domsagor, tingslag, tingsrätter och stift
Häradet hörde mellan 1634 och 1998 till Skaraborgs län, därefter till Västra Götalands län.  Församlingarna i häradet tillhörde Skara stift.
Häradets socknar hörde till följande fögderier:
- 1686-1866 Skara fögderi
- 1867-1946 Lidköpings fögderi
- 1946-1966 Mariestads fögderi för socknarna i Mariestads kommun samt Kestads, Fullösa, Forshems, ÖSterplana, Västerplana, Medelplana socknar och till 1952 Kinne-Vedums socken
- 1946-1990 Lidköpings fögderi för socknarna i Götene kommun dock från 1952 för Kinne-Vedums socken, från 1967 för Kestads, Fullösa, Forshems, Västerplana, Öaterplana, Medelplana socknar
- 1967-1990 Mariestads fögderi för socknarna i Mariestads kommun

Häradets socknar tillhörde följande domsagor, tingslag och tingsrätter:
- 1680-1903 Kinne tingslag i 
  - 1680-1777 Kinnefjärdings, Kinne, Kållands, Åse, Viste och Skånings häraders domsaga
  - 1778-1809 Kinnefjärdings, Kinne och Skånings häraders domsaga
  - 1810-1863 Kinnefjärdings, Kinne, Skånings och Laske häraders domsaga
  - 1864-1903 Kinnefjärdings, Kinne och Kållands domsaga
- 1904-1970 Kinnefjärdings, Kinne och Kållands domsagas tingslag i Kinnefjärdings, Kinne och Kållands domsaga, bara till 1952 för socknarna i Mariestads kommun
- 1952-1970 Vadsbo domsagas tingslag i Vadsbo domsaga för socknarna i Mariestads kommun

- 1971-2009 Lidköpings tingsrätt och dess domsaga för socknarna i Götene kommun
- 1971-2009 Mariestads tingsrätt och dess domsaga for socknarna i Mariestads kommun
- 2009- Skaraborgs tingsrätt och dess domsaga